# Волощук Іван
Волощук Іван  (народ. 21 січня 1935 р. в с. Луг Рахівського району Закарпатської області) — словацький, український вчений, доктор біологічних наук, професор, фахівець у галузі екології, лісової геоботаніки, охорони природи і ландшафту.

## Наукова діяльність
1982 — кандидатська дисертація «Ріст і продуктивність смереки європейської в букових яличинах Словаччини»
1992 — докторська дисертація «Екосистемний аналіз заповідних об'єктів Словацької Республіки»

## Наукові праці
- Vestenický, K., Vološčuk, I. a kolektív, 1986: CHKO Veľká Fatra. Vydavateľstvo príroda, Bratislava, 384 s.
- Vološčuk, I. Ochrana prirody a krajiny, 2003.